# Aklim
Aklim (Berbers: ⴰⴽⵍⵉⵎ) is een dorp in het noordoosten van Marokko op zo'n 18 km van Berkane en telt 9560 inwoners (2010). In Aklim wordt voornamelijk Tamazight (Berbers) en in mindere mate Arabisch gesproken. 
De dorpelingen zijn een jaar of 50 geleden gekomen naar het dorp en komen uit verschillende gebieden uit de regio. Aklim is een groeiend dorp. Migranten uit Europa bouwen huizen en investeren veel geld in ondernemingen.